# بنكسية جبلية
بنكسية جبلية (الاسم العلمي: Banksia oreophila) هي نوع نباتي يتبع جنس البنكسية من فصيلة البروطية.